# Chālid-ibn-al-Walīd-Stadion
Das Chālid-ibn-al-Walīd-Stadion (arabisch ملعب خالد بن الوليد) ist ein Fußballstadion mit Leichtathletikanlage im syrischen Homs im gleichnamigen Gouvernement. Das Stadion ist die Heimstätte der beiden Vereine al-Karama und al-Wathba SC, die beide in der höchsten Liga des Landes spielen. Es wurde 1960 eröffnet und bietet 32.000 Zuschauern Platz. Das Stadion wurde nach Chālid ibn al-Walīd, einem Gefährten Mohammeds, benannt.

## Geschichte
Das Stadion wurde 1960 als einfacher Fußballplatz eröffnet. 1967 wurde eine kleine Tribüne für 2.000 Zuschauer errichtet. 1980 besaß die Anlage einen Platz aus Kunstrasen, vier Flutlichtmasten und eine Kapazität von 12.000 Plätzen. 2002 wurde der Kunstrasen für 25 Mio. SYP durch Naturrasen ersetzt und damit begonnen das Stadion komplett zu renoviert und auf seine derzeitige Größe von 32.000 Plätzen zu erweitern.
Im November 2006 fand im Fußballstadion das Finalrückspiel der AFC Champions League zwischen al-Karama und dem südkoreanischen Verein Jeonbuk Hyundai Motors statt. Das Hinspiel im Jeonju-World-Cup-Stadion in Jeonju hatten die Syrer mit 0:2 verloren, im Rückspiel konnte sie sich mit 2:1 durchsetzten.
In Folge des Bürgerkriegs im Land konnte die Anlage für drei Jahre nicht genutzt werden. Das erste Spiel danach fand am 23. Juni 2014 im Rahmen des nationalen Pokalwettbewerbs statt, das al-Karama mit 10:0 gewinnen konnte.